# Шантерел
Шантерел (фр. Chanterelle) насеље је и општина у централној Француској у региону Оверња, у департману Кантал која припада префектури Сен Флур.
По подацима из 2011. године у општини је живело 109 становника, а густина насељености је износила 5,53 становника/km². Општина се простире на површини од 19,72 km². Налази се на средњој надморској висини од 1000 метара (максималној 1.225 m, а минималној 800 m).

## Демографија
| 1962. | 1968. | 1975. | 1982. | 1990. | 1999. | 2011. |
| ----- | ----- | ----- | ----- | ----- | ----- | ----- |
| 271   | 307   | 227   | 161   | 165   | 150   | 109   |

График промене броја становника у току последњих година